# Зигомар
«Зигомар» (фр. Zigomar, 1911) — французский художественный фильм Викторен Жассе. Первый фильм, в серии трёх фильмов, снятых Виктореном Жассе о похождениях Зигомара.

## Сюжет
Фильм повествует о противостоянии детектива Полена Броке и банды уголовников «Дзета».
Фильм включал ряд ключевых сцен:
- в церкви Сен-Маглуар оживали статуи;
- детектив Полен Броке в погоне за преступником прыгал с поезда на ходу;
- пожар в театре «Мулен Руж» во время представления балета, в котором танцевала примадонна Эсмея.

## Художественные особенности
«Зигомар» отличался изысканной техникой, но она служила лишь для развертывания традиционных и неправдоподобных приключений.— Жорж Садуль
- При съёмках Викторен Жассе широко применял прожекторы и искусственное освещение, что в начале 1911 года было большой редкостью.

## В ролях
- Александр Аркийер — Зигомар
- Жозеттa Андрио — Розария

## Интересные факты
- В продолжение фильма «Зигомар» Викторен Жассе снял ещё две картины: «Зигомар против Ника Картера» и «Зигомар ускользает».
- Роман «Зигомар» Леона Сази печатался в крупной ежедневной газете «Матэн».[1]
- «Зигомар» первый фильм фирмы «Эклер», длина которого достигла 1000 метров.[1]
- На фильм «Зигомар» было истрачено 23 000 франков.[1]
- После выхода фильма «Зигомар ускользает» Леон Сази обвинил Викторена Жассе в том, что сценарии Жассе имеют мало общего с романами Сази.[1]

Большой сюжет совсем не значит большой метраж. Слишком часто на 600 и 700 метрах пленки у нас показывали такие сюжеты, для развития которых было бы совершенно достаточно и 200 метров. Бесконечно растягивать сцены, вставлять ненужные эпизоды и отступления только для того, чтобы получить желаемое количество метров пленки, — вот практика, которая скоро заслужит всеобщее осуждение.— Из рекламы фильма «Зигомар»

Всем известно, что «Ник Картер» пользовался громадным успехом. А «Зигомар» был настоящим триумфом! Поэтому кинопрокатчики уверены, что, показав в своих кинотеатрах фильм «Зигомар против Ника Картера», они сделают максимальный сбор.— Из рекламы фильма «Зигомар против Ника Картера»

### Влияние
Картина имела большой успех и оказала огромное влияние на постановку сериала «Фантомас» Фёйада.— Жан-Лу Пассек